# Kaltdach
Ein Kaltdach, auch zweischaliges oder belüftetes Dach ist eine zweischalige, belüftete Dachkonstruktion. Der Begriff wurde in Abgrenzung zum Warmdach und zum Umkehrdach für Formen eines Flachdaches geprägt, bei denen sich zwischen der wärmedämmenden Schicht und der Dachabdichtung eine Luftschicht befindet, die über ausreichend dimensionierte Lüftungsöffnungen an mindestens zwei Seiten des Daches mit der Außenluft in Verbindung steht. Wegen der Ähnlichkeit der Konstruktion mit ihrer belüfteten Luftschicht auf der Außenseite der Dämmung werden auch entsprechend ausgeführte Steildächer oft als Kaltdach bezeichnet.

## Wirkprinzip
Bei Kaltdächern wird die aus dem Gebäude durch die Decke diffundierende Feuchtigkeit durch die unter der Dachhaut liegende Belüftung abgeführt. Raumseitig muss die Wärmedämmung deshalb nicht unbedingt durch eine Dampfsperre geschützt werden, oft reicht eine Dampfbremse. Die Luftschicht oberhalb der Dämmebene sowie die Belüftungsöffnungen müssen so groß ausgelegt werden, dass tatsächlich ein für die Feuchtigkeitsabfuhr ausreichender Luftaustausch stattfinden kann. Belüftungsöffnungen werden in jedem Sparrenfeld, bei Steildächern an Traufe und First, bei Flachdächern an zwei gegenüberliegenden Seiten und meist auch in der Mitte – dann in Form von Entlüftungshauben – angeordnet. Weil mit zunehmender Dämmwirkung der Dämmschichten dem Lufthohlraum eines Kaltdaches weniger Wärme zugeführt wird, steigt auch das Schadensrisiko bei eingetragener Feuchtigkeit. Außerdem sinkt mit zunehmender Wärmedämmung bei flach oder steil geneigten Dächern auch die Konvektion im Lufthohlraum. Deshalb werden für Kaltdächer ohne und mit sehr geringer Neigung in neuerer Literatur höhere Diffusionswiderstände der Dampfbremsen gefordert als in älterer Literatur. Zusätzlich wird auf die Notwendigkeit hingewiesen, durch eine Luftdichtheitsebene das konvektive Einströmen von Luft aus beheizten Räumen in Dämmschicht und Dachhohlraum konsequent zu verhindern.

## Konstruktion
Bei Flachdächern, die als Kaltdächer konzipiert sind, liegt die Dämmung unterhalb der Sparren oder im untersten Bereich zwischen diesen, bei Betondächern zwischen den Traghölzern der Dachabdichtung. Der belüftete Dachhohlraum befindet sich zwischen den oberen Bereichen der Sparren bzw. der Traghölzer. Über die Dachbalken wird eine durchgehende Schalung verlegt, auf die die Dachabdichtung und eventuelle zusätzliche Schutzschichten aufgebracht werden. Oft werden in Schalung und Dachabdichtung zur zusätzlichen Belüftung des Hohlraums Entlüfter eingebaut. Raumseitig der Dämmschicht sind eine Luftdichtheitsschicht und eine Dampfbremse angeordnet, meist in Form einer luftdicht verklebten und luftdicht an angrenzende Bauteile angeschlossenen Dampfbremsfolie. Oft entsteht auf der Innenseite der Dampfbremse ein weiterer – als Installationsebene nutzbarer – Hohlraum zwischen der Traglattung der raumseitigen Innenverkleidung (z. B. Gipskarton-Platten). Wegen der Schwierigkeit bei der praktischen Herstellung dauerhaft luftdichter Anschlüsse der Dampfbremsfolie besonders in Eckbereichen und weil die erforderliche Belüftung eine zusätzliche Aufbauhöhe und teils aufwendige Belüftungselemente erfordert, werden Flachdächer mit zunehmender Wärmedämm-Anforderung nur noch selten als klassische Kaltdächer ausgeführt.
Bei einem als Kaltdach ausgeführten Steildach wird das Wärmedämmmaterial (z. B. Klemmfilz, Steinwolle) so zwischen die Sparren des Dachstuhls geklemmt, dass auf der Oberseite der Dämmung zwischen den Sparren noch eine ausreichend hohe Luftschicht verbleibt. Dann wird auf die Sparren eine Unterdeckung aufgebracht, z. B. in Form einer Unterspannbahn, einer Schalung mit Dachbahn oder von Unterdachtafeln. Anschließend wird eine Konterlattung aufgebracht, an der die Dachdecker oder die Zimmerer die Lagerlattung befestigen können, die die Dachdeckung trägt. Auch beim geneigten Kaltdach sind auf der Raumseite der Sparren und der Dämmung eine luftdicht verarbeitete Dampfbremse, manchmal eine Installationsbene und dann eine Innenverkleidung vorhanden.